# Joan Mas (mestre d'obres)

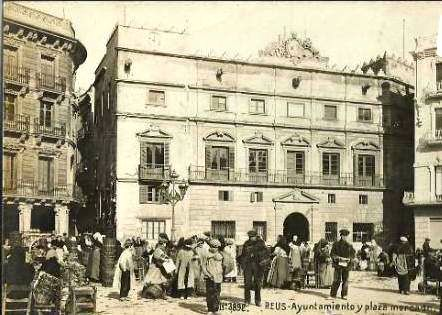
Ajuntament de Reus el 1912, amb lleugeres modificacions en el seu aspecte original, obra de Joan Mas i Antoni Pujades

Joan Mas (Reus, 1564 - ? segle xvii) va ser un mestre d'obres deixeble de Francisco de Mora, que començà i dirigí la construcció de la casa consistorial de Reus.
En 1601, junt amb Antoni Pujades, un altre mestre de cases reusenc, va començar a construir l'edifici de la casa de la vila de Reus, d'ordre toscà, i línia renaixentista, molt sòbria en les seves línies. Mas incorporà els detalls més interessants de la façana, incloent elements del nou estil barroc, com les volutes als frontons de les obertures del primer pis. L'edifici original constava de dos cossos i planta baixa. El primer pis és un seguit de sis balcons coronats per elements clàssics. El cos superior repeteix les obertures del pis de sota. L'edifici tenia a cada banda una torre lleugerament sobresortint. Al llarg dels anys s'han anat afegint diversos elements que distorsionen el primitiu concepte, però la façana conserva bona part del seu caràcter original.
No hi han documentades altres obres de Joan Mas, i es desconeix el lloc i la data de la seva mort.